# 2021年ウィキメディア財団の中国語版ウィキペディアに対する行動
2021年9月13日、インターネット百科事典のウィキペディアを運営するウィキメディア財団法務部門副代表のマギー・デニス（Maggie Dennis）は声明を発表し、「中国本土のウィキメディアン」（中: 中国大陆维基人用户组、英: Wikimedians of Mainland China、略称WMC）と名乗る利用者グループを詳細に調査した結果、「ウィキメディアシステムにおける侵入（infiltration of Wikimedia systems）」を理由として中国語版ウィキペディアの利用者7名にグローバル追放を行い、また12名の管理者権限を取り消し、ほかにも相当数の利用者に行動の是正を求めたと述べた。グローバル追放を受けた利用者が中華人民共和国政府当局から支援を受けていたと示す証拠はないとデニスが述べる一方で、ウィキメディア財団はプライバシーの問題を理由に詳細な情報の公表は行っていない。

## 経緯

調査を受けたグループ「中国本土のウィキメディアン」のロゴ

中国語版ウィキペディアは2015年に中国大陸からのアクセス封鎖を受けたが、それでも中国大陸から数百人の利用者がVPNなどの手段を使って検閲を回避し（現地の警察から処罰を受ける危険がある。中国のネット検閲#実例参照）、ウィキペディアの編集を続けている。『立場新聞』によれば、2021年9月の時点で、中国語版ウィキペディアの76人の管理者のうち1人がマカオ、17人が香港、20人が台湾、38人が中国大陸からの利用者だった。
「中国本土のウィキメディアン」（以下WMC）は2017年に設立された中国版ウィキペディア利用者のグループだったが、ウィキメディア財団からの承認は受けていなかった。ある匿名の利用者の告発によれば、WMCは中国語版ウィキペディアの管理者やビューロクラットの選挙に対し、票の水増しを行って干渉していたという。2018年に北京で行われた冬のオフラインミーティングにおいてWMCの参加者間に身体的な暴力が生じたことが、今回の財団による行動の原因となったと見られている。この事件では、WMCの参加者3人がある参加者に対し暴力による脅迫を行ったと非難されており、脅迫を受けた側は「一時編集を停止する」結果になったという。
中国語版ウィキペディアは長年にわたり、各地域の扱いや政治的な見解の違いから生じる編集合戦の問題を抱えている。ウィキメディア財団によってブロックを受けた元管理者のTechyanは、中国語版ウィキペディアに中国大陸の視点を絶やすわけにはいかないとして、「中国語版ウィキペディアは高地だ。こちらが占領しなければ、他の誰かが占領する」と述べている。例えば「zh:元朗襲擊事件」（元朗襲撃事件）の項目は2020年8月、2日間で123回の編集が行われ、また香港のデモ隊は暴徒なのか、国家の統制下にあるメディアが信頼できる情報源に相当するかに関して双方が対立し、争いが繰り広げられた。BBCの取材を受けたあるウィキペディア利用者は、こうした編集合戦を「歴史の書き換え」と形容している。
2021年7月の香港自由新聞の報道によれば、中国大陸のウィキペディア利用者 "Walter Grassroot" と "城市酸儒文人挖坑" が「ウィキメディアプロジェクト編集部」（维基媒体计划编辑部）という名のQQグループに当局への通報先を貼り付け、香港のウィキペディア利用者を香港警務処国家安全処に通報しようと発言したという。WMCや該当の利用者はどちらもこの事実を否定しており、証拠とされる画像はよからぬことを企んだ何者かが偽造したものだと述べている。2021年10月30日、BBCの報道に登場した問題の画像では、「香港の利用者はみんな通報してしまおう」という文におどけた顔（"滑稽"）と気球、犬の絵文字が添えられていた。

## 反応

### 肯定
マギー・デニスはウィキメディアプロジェクトの情報交換の中心であるメタウィキにおいて今回の重大な行動に関して声明を発表し、財団の反応が極端だったことを認めながらも、今回の行動はさまざまな考慮と詳細な調査を経たうえで行われたものであり、財団は今回の件を一年近く調査してきたと述べた。それとともにメディアに対し、ある利用者が記事の内容や管理者選挙を思うままにしようとし、またほかの利用者に身体的な被害を負わせたために財団は今回の行動に至ったと述べたが、中華人民共和国政府を告発する意図はないとした。ウィキメディア台湾（台灣維基媒體協會）は、今回の財団の行動を支持した。

### 反発
当事者であるWMCは、「幻想を捨て、闘争の準備を――"2021年ウィキメディア財団の中国語版ウィキペディアに対する行動"への利用者グループ「中国本土のウィキメディアン」からの声明」（丟掉幻想，準備鬥爭）と題した文章を発表し、ウィキメディア財団は根も葉もない（莫須有）理由によって利用者をブロックしたと批判し、"徹底的に戦う"と述べた。この件でブロックを受けた元管理者のTechyanは取材を受けて、今回の財団の行動は、香港や台湾の利用者が政治的な動機から財団に訴えを出したことに原因があるとし、また財団は中国大陸のコミュニティを軽視しており、それゆえに知識を保存するという使命を果たせていないと非難した。『環球時報』も、今回の事件を中国大陸の利用者に対する「大粛清」だと非難した。

### コメント
行動の当時はまだ就任前だった、ウィキメディア財団の新任の最高経営責任者であるマリアナ・イスカンデルは、BBCの番組Tech Tentの取材を受けた際、ウィキペディアにおけるコミュニティの自治を間接的に強調し、「私がずっと前から理解しているのは、ウィキメディア財団自体は編集方針をまったく決定しないということです――そうしたものは、コミュニティの議論を通して行われるのです」と述べた。
ウィキペディアの創設者の一人であるジミー・ウェールズはBBCの取材を受けて、この件に関して「私は世界中の人たちと親しく付き合っています。『中国大陸の人々は洗脳されていて、中立というのがなにかも判断できない』という考えは間違っています」と答え、また「中国大陸の人々が考えを表現するのを妨げている最大の障害は中国政府です、人々がウィキペディアを編集するのを許していないのですから」「我々が中国をのけ者にしていると考える人がいますが、ナンセンスです。我々は中国からの編集を両腕を広げて歓迎します」と述べた。

## その後の出来事
2021年10月7日、世界知的所有権機関の第62回会議において、中華人民共和国はウィキペディアが「一つの中国」の原則に違反し「虚偽の情報を広めている」という理由で、ウィキメディア財団を機関のオブザーバーとして受け入れることに反対し、このため財団による申請の承認は全会一致を見ず、二度目の却下を受けた。あるウィキペディア利用者がボイス・オブ・アメリカに提供した画像には、財団の申請が却下されたあと、グローバルロックを受けている利用者の一人であるWalter GrassrootがあるQQグループにおいて、自分たちはメディアなどさまざまなルートを通じて、国際連合ジュネーブ事務局およびその他スイスの国際組織常駐代表団（中国常驻联合国日内瓦办事处和瑞士其他国际组织代表团）に必要な情報を送っていたと話しているのが示されている。
2021年10月、ウィキメディア財団にブロックされた元管理者TechyanはBBCの取材を受けて、WMCはウィキメディア財団の行動への応答として「中国版ウィキペディア」の「求聞百科」を設立しようとしていると話した。そのサイトは、一部の政治的な話題については中国政府の観点を反映し、中国大陸内の人々はVPNなしで閲覧でき、政府からの審査を受ける。またウィキペディアの内容の一部も利用する。2021年12月、Techyanは雑誌『快公司』に対して、ある"テック分野の大物"と提携の交渉に入っていると話し、また40人を超えるウィキペディアの利用者がすでに求聞百科に加わっているとしており、アクティブな利用者は200人に達し、ウィキペディアと求聞百科の両方に参加している利用者もいるという。ここから、「テック分野の大物」というのはByteDanceだという風説が流れたが、その傘下にあるサイトの頭條百科はこの噂を否定した。